# 고백 (노래)
〈고백〉는 이용이 2013년 발표한 가요이다.